# Лоис Лейн (Вселенная DC)
1. перенаправление Лоис Лейн#Вселенная DC